# First Two 7"s on a 12"
First Two 7"s on a 12", noto anche come Minor Threat è un LP dei Minor Threat del 1984, contenente i due EP della band Minor Threat e In My Eyes.

## Tracce
1. Filler – 1:32
2. I Don't Wanna Hear It – 1:15
3. Seeing Red – 1:03
4. Straight Edge – 0:45
5. Small Man, Big Mouth – 0:55
6. Screaming At A Wall – 1:31
7. Bottled Violence – 0:53
8. Minor Threat – 1:29
9. In My Eyes – 2:45
10. Out Of Step (With The World) – 1:16
11. Guilty Of Being White – 1:14
12. Steppin' Stone – 2:12

## Formazione
- Ian MacKaye – voce
- Lyle Preslar – chitarra
- Brian Baker – chitarra
- Jeff Nelson – batteria